# Wołodymyr Bielajew (siatkarz)
Wołodymyr Iwanowycz Bielajew (ukr. Володимир Іванович Бєляєв, ur. 7 grudnia 1944 w Miczuryńsku) – ukraiński siatkarz, reprezentant Związku Radzieckiego, złoty medalista igrzysk olimpijskich i mistrzostw Europy, trener i działacz sportowy.

## Życiorys
Bielajew grał w reprezentacji Związku Radzieckiego w latach 1967-1968. Tryumfował podczas mistrzostw europy 1967 we Turcji. Wystąpił na igrzyskach olimpijskich 1968 w Meksyku. Zagrał wówczas w ośmiu z dziewięciu meczów. Dzięki ośmiu zwycięstwom i jednej porażce reprezentanci ZSRR wygrali turniej.
Był zawodnikiem klubu Zwiezda Woroszyłowgrad. W mistrzostwach ZSRR zajmował 1. miejsce w 1967 (jako reprezentant Ukrainy) i 2. miejsce w 1972. Zwyciężył w Pucharze Europy Zdobywców Pucharów 1973.
W 1969 ukończył Woroszyłowgradzki Instytut Pedagogiczny. W latach 70. pracował w Woroszyłowgradzie jako trener kobiecej drużyny Iskra i męskiego zespołu Dynamo. Był członkiem rady regionalnego oddziału Narodowego Komitetu Olimpijskiego Ukrainy w Ługańsku. Pracował jako nauczyciel wychowania fizycznego jednej ze szkół w Ługańsku. Był wiceprezesem towarzystwa  „Kolos” zajmującego się wychowaniem fizycznym i sportem.
Za osiągnięcia sportowe został wyróżniony tytułem Zasłużony Mistrz Sportu ZSRR w 1968, Zasłużony Trener Ukrainy i honorowy obywatel miasta Ługańsk. Mieszka w Ługańsku.